# グッチ裕三（金田朋子）今夜はうまいぞぉ!
『グッチ裕三（金田朋子）今夜はうまいぞぉ!』（グッチゆうぞう かっこかねだともこ こんやはうまいぞぉ）は、文化放送のラジオ番組。2013年4月1日開始。2018年3月まで『グッチ裕三 今夜はうまいぞぉ!』のタイトルで放送され、放送時間の変更に伴い、2018年4月からは『グッチ裕三 朝からうまいぞぉ!』にタイトルを変更。2020年4月から再び放送時間が変更されたことに伴い、現在のタイトルに変更された。2021年3月26日に放送終了。

## 番組概要
グッチ裕三が選曲した洋楽とともに、料理の食材、食材レシピを紹介する番組。2013年3月まで放送していたワイド番組『グッチ裕三 日曜うまいぞぉ!』の後継番組として、その最終回の翌日から金田朋子をレギュラー出演に加えてスタートした。『くにまるワイド ごぜんさま〜』の1コーナーとして2010年3月まで放送されていた『グッチ裕三の今日もうまいぞぉ!』の内容を踏襲している。

## 放送時間

### グッチ裕三 今夜はうまいぞぉ!
2013年4月1日 - 9月23日
月曜日 19:30 - 20:00
プロ野球セ・パ交流戦中継（対西武戦）が月曜日に組まれた日は翌火曜日（金曜日）の同時間に順延する。
2013年9月30日 - 2017年3月27日
月曜日 20:00 - 20:30
プロ野球クライマックスシリーズや日本シリーズ中継が月曜日に順延した場合は休止の場合あり。
2017年4月9日 - 2018年4月1日
日曜日 20:00 - 20:30
プロ野球日本シリーズ中継があったときは休止（早く日本一になったり、中止・順延時は放送があった）。

### グッチ裕三 朝からうまいぞぉ!
2018年4月8日 - 2018年9月30日
日曜日 6:05 - 6:20
2018年10月7日 - 2019年3月31日
日曜日 6:05 - 6:30
2019年4月7日 - 2020年3月23日
日曜日 6:20 - 6:45

### グッチ裕三 (金田朋子) 今夜はうまいぞぉ!
2020年3月30日 - 2020年9月21日
月曜日 19:00 - 19:30
2020年10月2日 -2021年3月26日
金曜日 21:00 - 21:30

## 出演者
グッチ裕三（パーソナリティ）
番組内のジングルは全て、グッチが作成したものである。
金田朋子（アシスタント見習い）
アシスタントとしての仕事が全くできないため、グッチから見習い扱いされている。
本人の愛称は「かねとも」であるが、当番組内では「金朋（きんとも）先生」と呼ばれている。メールを読む時は、水商売のお色気ホステス「かね だんみつ」になり、グッチの隣に座る。

## 過去の出演者
加納有沙（文化放送アナウンサー）
準レギュラーとして、不定期で出演。2013年4月29日の特番『グッチ裕三 お昼もうまいぞぉ!』で、アシスタントを務めた。
『グッチ裕三 きょうも琴伝流！』のアシスタントを、2016年3月21日放送分まで務めた。
小尾渚沙（文化放送アナウンサー）
不定期で出演。金田のアシスタントの補助を行う。
番組内のコーナー『グッチ裕三 きょうも琴伝流！』で、2016年3月28日放送分から2016年9月26日まで、2代目アシスタントを務めた。

## 過去のコーナー
グッチ裕三 きょうも琴伝流!（2014年3月31日 - 2016年9月26日）
- 2002年7月2日 - 2014年3月30日まで、CBCラジオ制作で放送されていた『大正琴こころのメロディー』と、『キニナル』の1コーナー「琴伝流 ハートミュージアム」を引き継いだ、文化放送制作、琴伝流提供のラジオ番組。
- 出演はグッチと加納もしくは小尾のみで、金田は出演しなかった。
- 2016年9月26日放送分にて終了。コーナーは2016年10月1日より『愛加あゆ 琴伝流 音楽のコト』（毎週土曜 6:35 - 6:45）に引き継がれる。

当コーナーは、CBCラジオと信越放送の2局にネットされた。